# Moulay Khanoussi
Moulay Idriss Khanoussi (arabe : مولاي إدريس الخنوسي, né en 1939 au Maroc) est un joueur de football international marocain, qui évoluait au poste de défenseur.

## Biographie

### Carrière en sélection
Avec l'équipe du Maroc, il figure dans le groupe des sélectionnés lors de la coupe du monde de 1970. Lors du mondial organisé au Mexique, il joue trois matchs : contre l'Allemagne, le Pérou et enfin la Bulgarie.
Il participe également aux JO de 1964.

## Sélections en équipe nationale
1. 01/12/1963 Maroc – URSS Casablanca 1 - 1  Amical
2. 25/04/1964 Maroc - Uruguay Casablanca 0 - 1 Amical
3. 02/05/1965 Maroc - Tunisie Casablanca 0 - 1 Amical
4. 06/03/1966 Maroc - Algérie Casablanca 1 - 0 Amical / 1 but
5. 24/11/1966 Algérie - Maroc Alger 2 - 2 Amical
6. 22/02/1967 RFA - Maroc Karlsruhe 5 - 1 Amical
7. 12/09/1967 Algérie - Maroc Tunis 3 - 1 JM 1967
8. 09/02/1969 Maroc - Hongrie Casablanca 1 - 4 Amical
9. 22/03/1969 Maroc - Algérie Agadir 1 - 0 Elim. CAN 1970
10. 27/04/1969 Tunisie - Maroc Tunisie 0 - 0 Elim. CM 1970
11. 17/05/1969 Maroc - Tunisie Casablanca 0 - 0 Elim. CM 1970
12. 13/06/1969 Maroc - Tunisie Marseille 2 - 2 Elim. CM 1970 / 1 but
13. 21/09/1969 Maroc - Nigeria Casablanca 2 - 1 Elim. CM 1970
14. 10/10/1969 Soudan - Maroc Khartoum 0 - 0 Elim. CM 1970
15. 26/10/1969 Maroc – Soudan Casablanca 3 - 0 Elim. CM 1970
16. 30/10/1969 Algérie - Maroc Alger 1 - 0 Amical
17. 28/12/1969 Maroc - Bulgarie Casablanca 3 - 0 Amical
18. 03/06/1970 RFA - Maroc Leon 2 - 1 CM 1970
19. 06/06/1970 Pérou - Maroc Leon 3 - 0 CM 1970
20. 11/06/1970 Bulgarie - Maroc Leon 1 - 1 CM 1970
21. 10/12/1970 Algérie - Maroc Alger 3 - 1 Elim. CAN 1972

## Les matchs olympiques et "B"
1. 16/11/1963 Lagos : Nigeria vs Maroc 3 - 0 Elim. JO 1964
2. 24/05/1964 Casablanca : Maroc vs Ethiopie 1 - 0 Elim. JO 1964
3. 20/03/1966 Bordeaux : France ''B'' vs Maroc 2 - 2 Amical
4. 19/04/1966 : Granges : Suisse "B" vs Maroc 6 - 4 Amical
5. 07/09/1967 Tunis Italie Amateur vs Maroc 0 - 1 J.M 1967
6. 10/09/1967 Tunis : France Amateur vs Maroc 2 - 0 J.M 1967